# ¿Y ahora qué, señor fiscal? (1977)
¿Y ahora qué, señor fiscal?. también conocida como Muchachos de barrio, es una película dramática de cine quinqui estrenada en 1977 y dirigida por León Klimovsky El guion está basado en la obra homónima de José Luis Martín Vigil y fue escrito por Ignacio F. Iquino, bajo el seudónimo de Steve Mac Coy. La coproducción corrió a cargo de la española Ifi Producción S.A. y la mexicana Producciones Mexicanas y contaba con un elenco internacional, en particular de actores mexicanos y españoles. La película fue rodada en Gerona, España, y contó con la dirección de fotografía de Francisco Sánchez y la música de Enrique Escobar. La película fue calificada por ICAA para mayores de dieciocho años.

## Argumento
José es un joven de barrio obrero criado en la adversidad de las calles. Durante un verano, conoce a Paloma, una joven de familia acomodada. A pesar de las diferencias sociales y la desaprobación de la familia de Paloma, ambos se enamoran profundamente. La historia se complica con el embarazo de la joven y el robo de José en casa de un familiar de Paloma. La película explora los desafíos que enfrentan debido a sus distintos orígenes y la resistencia de su entorno a aceptar su relación.

## Reparto
- Valentín Trujillo, José
- Leticia Perdigón, Paloma
- Silvia Solar, Julia
- Ricardo Masip, El Mangas
- Verónica Miriel, Rosa
- Susana Mayo, tía María
- Joan Borràs, Paco